# Zilveren Prichettprijs
De Zilveren Prichettprijs was een Nederlandse prijs die van 2003 tot 2009 werd uitgereikt voor de beste televisie-gerelateerde website of het beste multimediale platform. De prijs werd toegekend door een jury van media-journalisten en uitgereikt door de Stichting Nipkow, die ook de Zilveren Nipkowschijf en de Zilveren Reissmicrofoon uitreikt. Hij is vernoemd naar de Amerikaan Harry Prichett, die bekendstaat als de uitvinder van de interactieve televisie.

## Einde
In 2010 werd de prijs niet uitgereikt. Als reden werd gegeven: ‘Te weinig goede kandidaten en interne discussie over de Prichett-prijs’. Sindsdien is de prijs niet meer toegekend en inmiddels is hij opgeheven.

## Winnaars van Zilveren Prichettprijs
- 2003 - 3voor12 (VPRO)
- 2004 - Geschiedenis 24 (VPRO/NPS/Beeld en Geluid)
- 2005 - Bieslog van Wim de Bie (VPRO)
- 2006 - Cinema.nl (VPRO/de Volkskrant)
- 2007 - Tegenlicht (VPRO)
- 2008 - Holland Doc 24 (VPRO/NPS/IKON/HUMAN)
- 2009 - Metropolis (VPRO)